# 大和アルミニウム
大和アルミニウム株式会社（やまとアルミニウム）は、かつて東京都足立区に本社を置いていた日本の金属・プラスチック加工メーカーである。社名のとおりアルマイト加工をしたアルミニウム製弁当箱や、プラスチック製の弁当箱・容器類などを製造していた。
アルミ弁当箱「ヤマトのまんが弁当箱」シリーズで知られ、昭和レトロアイテムとして現在もインターネットオークションやフリマアプリなどで取引されている。

## 概要
1970年代には子供向け弁当箱として、アルミ弁当箱の蓋に人気漫画やアニメのキャラクターを印刷した「ヤマトのまんが弁当箱」をシリーズ展開していた。子供が幼稚園や小学生の遠足などに持参するのに適した小ぶりのサイズで、中には乳白色のプラスチック製のおかず入れが別添され、取り外して洗えるようになっていた。蓋はただかぶせてあるだけで、持ち運びには蓋が落ちないよう太ゴムなどで留める必要があった。
当時は大和アルミニウム株式会社のほかにも、大西賢製販株式会社（本社：大阪府大阪市西区）、三和鶴工業株式会社（本社：大阪府東大阪市）、テイネン工業株式会社（当時の本社：愛知県名古屋市北区、現在は合併により株式会社UACJ金属加工）などの各社が、アルミ製「まんが弁当箱」を製造していた。そのためシリーズ名に「ヤマトのまんが弁当箱」と社名を入れていた。
アルミ弁当箱には「ヤマトのまんが弁当箱」のほか、花シリーズとして各種の花柄を蓋に印刷した製品や、サンリオのハローキティなどのキャラクターを蓋に印刷した製品もあった。
またアルミ弁当箱はこうした子供や女性向けの製品だけでなく、大人向け（主に男性向け）の製品として「ヤマトの安全菜入」があった。無地のアルミ弁当箱で、両側にある把手を内側へ閉じることで蓋を閉じ、傾けても蓋が外れないようきっちり閉めることができるもので、商品名の「安全」はそのことに由来する。ただし完全な密閉容器ではないため、持ち運び時に大きく傾けたり衝撃があると蓋が外れたり汁漏れする場合もある。形は長方形や楕円形（小判型）などでサイズも各種あった。同社はこの「ヤマトの安全菜入」で東京都経済局賞を受賞している。
アルマイト弁当箱のほか、プラスチック製弁当箱などプラ製品も製造していた。プラスチックは可塑性が高くアルミニウムに比べて多様な形の製品が製造でき、また着色や印刷も容易なためデザインの幅が広がり、アルマイト弁当箱にはなかった丸形の容器なども作られるようになった。
1980年代頃からは電子レンジの普及もあり、アルミ弁当箱は電子レンジで使用できないため（弁当箱に限らずアルミ容器やアルミホイルは電子レンジで使用できない）、電子レンジで温められるようポリプロピレン等の耐熱プラスチックを使用した弁当箱が主流となった。さらに蓋に柔軟なEVA樹脂等を使用することで密閉性を高め、持ち歩いても汁漏れしない弁当箱を造れるようになった。これは日本で一般的に「タッパー」と呼ばれるタイプのプラスチック容器であるが、「タッパーウェア」はアメリカ・タッパーウェア社の登録商標である（商標の普通名称化）。
1970年代のアルマイト弁当箱時代は「ヤマトのまんが弁当箱」が主力商品であったが、1980年代頃からプラスチック製が主流になると、主力製品がサンリオなどのキャラクターシリーズに移り、対象年齢層を女子中高生からOLなどへ拡大していった。
中でも版権の関係かスヌーピーの製品を多数製造しており、アルマイト弁当箱、プラスチック弁当箱、フードコンテナ（タッパー）、プラスチック水筒などを各種製造していた。またスヌーピーを企業キャラクターに起用していた三和銀行のノベルティグッズとして顧客に配布されていたスヌーピー弁当箱シリーズを製造していた。
一方で、上述のテイネン工業ではディズニーシリーズのアルミ弁当箱を製造しており、ミッキーマウスをはじめ、ドナルドダック、白雪姫、バンビ、101匹わんちゃん大行進、ふしぎの国のアリスなど、ディズニーキャラクターを蓋に印刷したアルミ弁当箱を発売していた。なお、三和銀行などが合併して成立した現在の三菱UFJ銀行ではディズニーを企業キャラクターに起用している。

## 製品の例
製品の一部を挙げる。すべての製品を網羅したものではない。

### アルミ弁当箱
- ヤマトの安全菜入
- 花シリーズ（カトレア、ひまわり、菊、チューリップなど各種）

#### まんが弁当箱
- 仮面ライダー
- マジンガーZ
- ゲッターロボ
- 変身忍者 嵐
- ケロヨン
- がんばれ!!ロボコン
- 魔女っ子メグちゃん
- ミラクル少女リミットちゃん

ほか

#### キャラクター弁当箱
- サンリオ（ハローキティほか）
- バッグス・バニー
- トッポ・ジージョ

ほか

### スヌーピーシリーズ
- スヌーピー アルミ弁当箱（一般市販品）
- スヌーピー プラスチック弁当箱（一般市販品）
- スヌーピー プラスチック弁当箱（三和銀行ノベルティ、非売品）
- スヌーピー プラスチックフードコンテナ（一般市販品）
- スヌーピー プラスチックフードコンテナ（ファミリアより販売）
- スヌーピー プラスチック水筒（一般市販品）
- スヌーピー スチールトレー

ほか

### その他の製品
- サンリオ プラスチック弁当箱（ハローキティほか）
- フィリックス・ザ・キャット プラスチック弁当箱

ほか